# Orwell Prize
Der Orwell Prize ist ein britischer Preis für politische Literatur und Journalismus.
Der Preis wurde 1994 von Bernard Crick, Biograf von George Orwell, begründet mit dem Ziel, die Verbindung von schriftstellerischer Qualität mit politischen, wirtschaftlichen oder gesellschaftlichen Themen zu fördern. Der Orwell Prize wird in den Kategorien Buch und Journalismus vergeben. Zwischen 2009 und 2012 gab es auch einen Preis für Blogs, seit 2015 gibt es einen Preis für die Aufdeckung sozialer Ungerechtigkeit, in unregelmäßigen Abständen werden Sonderpreise verliehen. Die Jury wechselt jährlich, um die Unabhängigkeit und Objektivität ihres Urteils zu sichern.

## Preisträger

### Buch
- 1994: Anatol Lieven, The Baltic Revolution: Estonia, Latvia, Lithuania and the Path to Independence
- 1995: Fionnuala O’Connor, In Search of a State: Catholics in Northern Ireland
- 1996: Fergal Keane, Season of Blood: A Rwandan Journey
- 1997: Peter Godwin, Mukiwa: A White Boy in Africa
- 1998: Patricia Hollis, Jennie Lee: A Life
- 1999: D. M. Thomas, Alexander Solzhenitsyn: A Century in His Life
- 2000: Brian Cathcart, The Case of Stephen Lawrence
- 2001: Michael Ignatieff, Virtual War
- 2002: Miranda Carter, Anthony Blunt: His Lives
- 2003: Francis Wheen, Hoo-hahs and Passing Frenzies: Collected Journalism 1991-2000
- 2004: Robert Cooper, The Breaking of Nations: Order and Chaos in the Twenty-First Century
- 2005: Michael Collins, The Likes of Us: A Biography of the White Working Class
- 2006: Delia Jarrett-Macauley, Moses, Citizen and Me
- 2007: Peter Hennessy, Having It So Good: Britain in the 1950s
- 2008: Raja Shehadeh, Palestinian Walks: Forays into a Vanishing Landscape
- 2009: Andrew Brown, Fishing in Utopia: Sweden and the Future that Disappeared
- 2010: Andrea Gillies, Keeper
- 2011: Thomas Henry Bingham, The Rule of Law
- 2012: Toby Harnden, Dead Men Risen
- 2013: A. T. Williams, A Very British Killing: The Death of Baha Mousa
- 2014: Alan Johnson, This Boy
- 2015: James Meek, Private Island: Why Britain Now Belongs to Someone Else
- 2016: Arkady Ostrovsky, The Invention of Russia
- 2017: John Bew, Citizen Clem
- 2018: Darren McGarvey, Poverty Safari
- 2019: Milkman von Anna Burns (Political Fiction); Say Nothing von Patrick Radden Keefe (Political Writing)
- 2020: The Nickel Boys von Colson Whitehead (Political Fiction); Some Kids I Taught and What They Taught Me von Kate Clanchy (Political Writing)
- 2021: Summer von Ali Smith (Political Fiction); Between Two Fires: Truth, Ambition and Compromise in Putin’s Russia von Joshua Yaffa (Political Writing)
- 2022: Small Things Like These von Claire Keegan (Political Fiction); My Fourth Time, We Drowned von Sally Hayden (Political Writing)

### Journalismus
- 1994: Neal Ascherson
- 1995: Paul Foot und Tim Laxton
- 1996: Melanie Phillips
- 1997: Ian Bell
- 1998: Polly Toynbee
- 1999: Robert Fisk
- 2000: David McKittrick
- 2001: David Aaronovitch
- 2002: Yasmin Alibhai-Brown
- 2003: Brian Sewell
- 2004: Vanora Bennett
- 2005: Matthew Parris
- 2006: Timothy Garton Ash
- 2007: Peter Beaumont
- 2008: Johann Hari (2011 wegen Plagiatsvorwürfen zurückgegeben)
- 2009: Patrick Cockburn
- 2010: Peter Hitchens
- 2011: Jenni Russell
- 2012: Amelia Gentleman
- 2013: Andrew Norfolk, Tom Bergin
- 2014: Ghaith Abdul-Ahad
- 2015: Martin Chulov
- 2016: Iona Craig, Gideon Rachman
- 2017: Fintan O’Toole
- 2018: Carole Cadwalladr
- 2019: Steve Bloomfield und Suzanne Moore

### Blog
- 2009: Richard Horton: NightJack – An English Detective
- 2010: Winston Smith: Working with the Underclass
- 2011: Graeme Archer: ConservativeHome
- 2012: Rangers Tax-Case

### Exposing Britain’s Social Evils
- 2015: Alison Holt
- 2016: Nicci Gerrard
- 2017: Felicity Lawrence
- 2019: Max Daly, Behind County Lines

### Sonderpreis
- 1997: David Lipsey
- 2004: Hugo Young
- 2007: Newsnight
- 2008: Clive James
- 2009: Tony Judt
- 2010: Norma Percy
- 2012: Christopher Hitchens
- 2013: Marie Colvin, On the Front Line
- 2014: Jonathan Freedland